# SN 2001gy
SN 2001gy – supernowa typu Ia odkryta 18 kwietnia 2001 roku w galaktyce A135704+0430. W momencie odkrycia miała maksymalną jasność 23,40m.